# Cereșa, Burgas
Cereșa (în bulgară Череша) este un sat în comuna Ruen, regiunea Burgas,  Bulgaria. 

## Demografie
Componența etnică a satului Cereșa
     Romi (3,59%)
     Turci (90,67%)
     Nicio identificare (4,79%)
     Altele (0,93%)
La recensământul din 2011, populația satului Cereșa era de 751 locuitori. Din punct de vedere etnic, majoritatea locuitorilor (90,67%) erau turci, cu o minoritate de romi (3,59%). Pentru 4,79% din locuitori nu este cunoscută apartenența etnică.